# Judson Mills
Judson Mills (Washington D.C., 10 mei 1969) is een Amerikaans acteur.

## Biografie
Mills is geboren in Washington D.C. maar groeide op in het noorden van Virginia, en heeft in het huis gewoond dat gebouwd is door George Washington voordat hij president van de Verenigde Staten werd. In zijn vroegere jaren was hij niet van plan om acteur te worden maar tijdens zijn studietijd begon hij met acteren en dit vond hij zo leuk dat hij er zijn beroep van maakte. Hij verhuisde naar New York om les te gaan volgen aan de American Academy of Dramatic Arts.
Mills begon in 1991 met acteren in de televisieserie As the World Turns. Hierna heeft hij nog meerdere rollen gespeeld in televisieseries en films zoals Murder, She Wrote (1994-1996), Walker, Texas Ranger (1999-2001) en Saving Grace (2008).
Mills was van 1990 tot en met 1993 getrouwd, en van 1997 tot en met 2002 was hij opnieuw getrouwd en heeft hieruit een zoon. Vanaf 2005 is hij weer getrouwd en heeft hieruit twee zonen. In zijn vrije tijd is hij een liefhebber van taekwondo en heeft hier ook een zwarte band in.

## Filmografie

### Films
Uitgezonderd korte films.
- 2024 I Wish You All the Best - als mr. De Backer
- 2023 Sins of the Preacher's Wife - als Jim
- 2022 Wake Up - als Russ
- 2021 The Space Between - as politieagent op Malibu
- 2021 This Game's Called Murder - als Chad
- 2021 Downeast - als Kerrigan
- 2021 Killer Rose - als Jim
- 2020 JL Family Ranch: The Wedding Gift - als Caleb Peterson
- 2011 Rosewood Lane – als Darren Summers
- 2011 Carnal Innocence – als Billy T Bonny
- 2011 Bird Dog – als Billy Banks
- 2010 Stacy's Mom – als Richard
- 2006 Jesus, Mary and Joey – als Taylor Gordon
- 2005 Walker, Texas Ranger: Trial by Fire – als Ranger Francis Gage
- 2003 Dismembered – als Chick Evans
- 2002 The President's Man: A Line in the Sand – als Deke Slater
- 2001 See Jane Run – als ??
- 1999 Chill Factor – als Dennis
- 1998 Mighty Joe Young – als ongeduldige chauffeur
- 1998 Zack and Reba – als Wessy
- 1998 Bury Me in Kern County – als decaan
- 1998 Babylon 5: Thirdspace – als Delta zeven
- 1998 Major League: Back to the Minors – als Hog Ellis
- 1998 Surface to Air – als Knuckler
- 1998 Gods and Monsters – als jongeman bij zwembad
- 1997 T.N.T. – als ??
- 1997 American Perfekt – als Junior
- 1997 Joyride – als Redneck Joey
- 1995 A Family Divided – als Carter
- 1994 Confessions of Sorority Girls – als Joe

### Televisieseries
Uitgezonderd eenmalige gastrollen.
- 2016 - 2017 Spades - als Greg - 2 afl.
- 2011 The Icarus II Project – als Daniels – 3 afl.
- 2008 Saving Grace – als Ralph Dewey – 2 afl.
- 1999 – 2001 Walker, Texas Ranger – als Francis Gage – 46 afl.
- 1997 – 1999 Soldier of Fortune, Inc. – als Eugene Hackin – 2 afl.
- 1995 – 1996 Renegade – als Travis Taylor – 2 afl.
- 1991 – 1993 As the World Turns – als Alexander Hutchinson - 19 afl.

- Library of Congress Control Number: n2012053329
- Virtual International Authority File: 258622331
- WorldCat: E39PBJvtdJQYYb3wHByRX3wcT3